# Let's Have a Kiki
Singles de Scissor Sisters
Baby Come Home
(2012) Swerlk
(2017)
Let's Have a Kiki est une chanson écrite et interprétée par les Scissor Sisters. Troisième single issu de l'album Magic Hour (en), le titre sort le 11 septembre 2012 aux États-Unis.

## Écriture
L'inspiration de la chanson provient du goût d'Ana Matronic et Jake Shears pour l'organisation de house parties (soirées à la maison). L'expression « kiki », argot LGBT américain, était souvent utilisée par le DJ du groupe Sammy Jo et par d'autres proches des Scissor Sisters. L'idée du titre Let's Have a Kiki est de Shears, qui écrit le couplet avec Babydaddy. Après avoir présenté l'idée à Matronic, les trois membres des Scissor Sisters écrivent ensuite trois couplets.
Le lendemain, Matronic propose de commencer la chanson en spoken word. Les premières paroles de Let's Have a Kiki sont enregistrées sur un téléphone portable en basant sur une soirée où Matronic devait se produire à l'autre bout de New York alors qu'il pleuvait, la soirée a été annulée par la police et Matronic a dû organiser une nouvelle soirée.

## Accueil et reprises
Let's Have a Kiki rencontre un certain succès, notamment dans les milieux LGBT et les bars gays,. La chanson est en effet considérée comme un hymne gay, ou drag. Le titre arrive notamment en première position du Hot Dance Club Songs aux États-Unis. Sept ans après la sortie du single, Stephen Daw estime dans Billboard que Let's Have a Kiki est la première chanson qui vient à l'esprit lorsque l'on pense aux Scissor Sisters. Selon Jake Shears, le succès de la chanson a conduit à la rupture du groupe : « Quand la chanson est sortie et a fait ce qu'elle a fait, je me suis juste dit : « Bon, ça y est, je suppose qu'on l'a fait ». Je n'avais aucune idée de ce qu'on pouvait faire après ça. […] J'ai donc pensé qu'après dix ans d'enregistrements et de tournées, il était temps. Ce n'est pas ce que nous avions prévu. J'ai pensé que ce serait sympa de finir en beauté »,.
En novembre 2012, la chanson est reprise dans la quatrième saison de la série télévisée Glee. Chantée par Sarah Jessica Parker (Isabelle Wright), Lea Michele (Rachel Berry) et Chris Colfer (Kurt Hummel) durant l'épisode consacré à Thanksgiving, elle fait l'objet d'un mashup avec le morceau Turkey Lurkey Time. Pour Brandon Nowalk du A.V. Club, c'est l'un des meilleurs moments de l'épisode. Lauren Hoffman de Vulture dit avoir « aimé l'énergie et la vie dans ce numéro ». Au contraire, Erin Strecker d'EW a trouvé la scène « ridicule ». Michael Slezak de tvline.com juge aussi la scène ridicule mais la trouve également « délicieuse », donnant un A- à la performance. La reprise sort en single le 26 novembre 2012.

## Clip
Le clip de Let's Have a Kiki est mis en ligne le 27 juillet 2012 sur YouTube. Le titre de la vidéo est accompagné d'un « vidéo éducative » (en anglais : Instructional Video), la vidéo expliquant comment organiser un kiki.
Le clip est réalisé par Aimee Phillips et Vern Moen. Il montre le groupe danser dans une salle, d'après une chorégraphie de Brad Landers. Durant la première partie de la vidéo, Ana Matronic raconte l'aventure qui a inspiré la chanson (premier couplet de Let's Have a Kiki). Quand commence le premier refrain, elle danse avec Jake Shears et deux danseuses. L'ensemble du clip est sous-titré avec les paroles de la chanson.

## Classements

### Classement hebdomadaire
| Classement (2012)             | Meilleure position |
| ----------------------------- | ------------------ |
| États-Unis (Dance Club Songs) | 1                  |

### Classement annuel
| Classement (2012)                 | Position |
| --------------------------------- | -------- |
| États-Unis (Hot Dance Club Songs) | 22       |